# Парламентские выборы в Испании (1886)

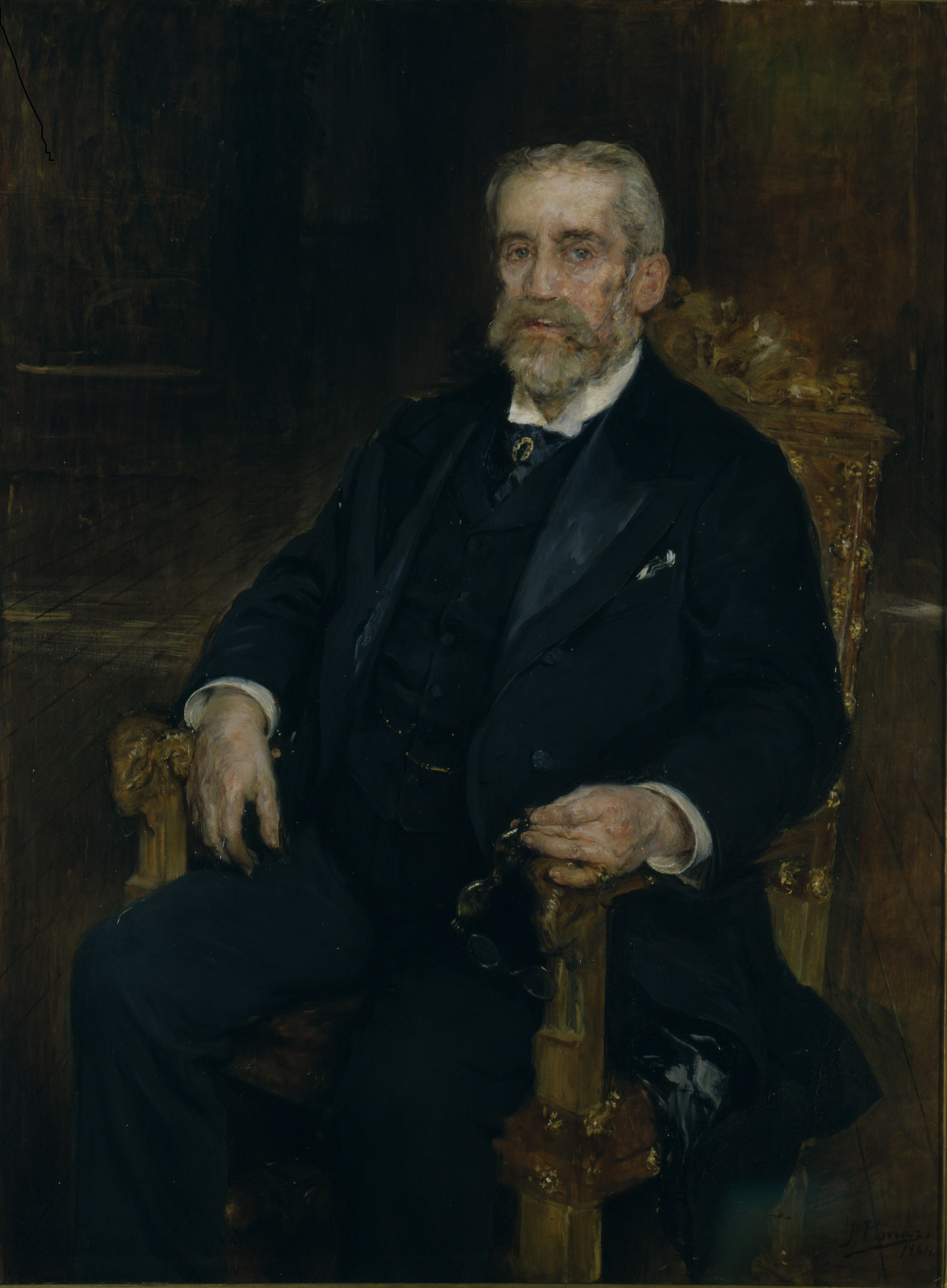
Франсиско Ромеро Робледо, один из лидеров консерваторов (1904). Холст, масло, работа — Игнасио Пинасо Камарленч

Парламентские выборы в Испании 1886 года прошли 4 апреля. Явка составила 63,81 % от общего числа зарегистрированных избирателей.

## Предыстория
24 ноября 1885 года, накануне смерти короля Альфонсо XII, глава консерваторов Антонио Кановас дель Кастильо и лидер либералов Пракседес Матео Сагаста подписали так называемый Пакт Эль-Пардо (исп. Pacto de El Pardo). Это соглашение предусматривало плавный переход власти от одной партии к другой с целью обеспечить стабильность режима, оказавшегося под угрозой из-за более чем вероятной скорой смерти монарха. 25 ноября 1885 года, за три дня до своего 28-летия, король умирает от туберкулёза и 27 ноября Кановас подаёт в отставку. В тот же день новым председателем Совета Министров Испании становится Сагаста. Позднее, 26 декабря Кановас избирается главой Конгресса депутатов Испании 222 голосами против 112.
Не все в Либерально-консервативной партии одобрили соглашение. Влиятельный депутат Франсиско Ромеро Робледо, протестуя против передачи власти либералам, 15 декабря покидает партию, создав вместе со своими сторонниками новую, Либерально-реформистскую партию (исп. Partido Liberal Reformista, PLR).
На момент смерти короля Альфонсо XII у него не было детей мужского пола, но королева Мария Кристина Австрийская была беременна третьим ребёнком. В расчёте на рождение сына-наследника, было установлено регентство королевы Марии Кристины, которую привели к присяге 31 декабря. 15 января 1886 года Сагаста распустил парламент и назначил досрочные выборы, предварительно согласовав свои действия с основными политическими силами Испании.

## Результаты
4 апреля было избрано 395 членов Конгресса депутатов в самой Испании, 15 депутатов в Пуэрто-Рико (12 из них представляли Безусловно испанскую партию, выступавшую против независимости острова, де-факто филиал Либерально-консервативной партии, два либерала и один независимый) и 24 на Кубе (6 автономистов и 18 от Конституционного союза, среди которых было 11 либералов, 4 консерваторов, 2 реформиста и один от Династической левой).
Победу на выборах одержала Либеральная партия во главе с Пракседесом Матео Сагаста. Считая близких по идеологии депутатов от баскских и левых династистов, либералы смогли получить 278 мест в Конгрессе депутатов (70,38 %).. Главным оппонентам либералов, Либерально-консервативной партии Антонио Кановаса дель Кастильо пришлось удовлетвориться 93 местами (23,54 %), считая вышедших из партии сторонников Ромеро Робледо. Удачными выборы можно считать для республиканцев, которые смогли увеличить своё представительство в Конгрессе депутатов в 4,6 раза.
Итоги выборов в Конгресс депутатов Испании 4 апреля 1886 года
| Партии и коалиции                                            | Партии и коалиции                                  | Партии и коалиции                                  | Партии и коалиции                         | Лидер                                     | Голоса   | Голоса | Голоса | Места      | Места      |
| Партии и коалиции                                            | Партии и коалиции                                  | Партии и коалиции                                  | Партии и коалиции                         | Лидер                                     | #        | %      | +/−    | Места      | +/−        |
| ------------------------------------------------------------ | -------------------------------------------------- | -------------------------------------------------- | ----------------------------------------- | ----------------------------------------- | -------- | ------ | ------ | ---------- | ---------- |
|                                                              |                                                    | Либеральная партия                                 | исп. Partido Liberal, PL                  | Пракседес Матео Сагаста                   |          |        |        | 268        | ▲230       |
|                                                              | Династическая левая                                | исп. Izquierda Dinástica, ID                       | Хосе Лопес Домингес                       |                                           |          |        | 10     | ▼28        |            |
| Все либералы                                                 | Все либералы                                       | Все либералы                                       | Все либералы                              | Все либералы                              |          |        |        | 278        | ▲201       |
|                                                              |                                                    | Либерально-консервативная партия                   | исп. Partido Liberal-Conservador, PLC     | Антонио Кановас дель Кастильо             |          |        |        | 83         | ▼228       |
|                                                              | Либерально-реформистская партия                    | исп. Partido Liberal Reformista, PLR               | Франсиско Ромеро Робледо                  |                                           |          |        | 10     | Первый раз |            |
| Все консерваторы                                             | Все консерваторы                                   | Все консерваторы                                   | Все консерваторы                          | Все консерваторы                          |          |        |        | 93         | ▼218       |
|                                                              |                                                    | Прогрессистско-республиканская партия              | исп. Partido Republicano Progresista, PRP | Мануэль Руис Соррилья и Николас Сальмерон |          |        |        | 12         | Первый раз |
|                                                              | Демократическая партия                             | исп. Partido Democrático Posibilista, PDP          | Эмилио Кастелар                           |                                           |          |        | 10     | ▲7         |            |
|                                                              | Федеральная демократическая республиканская партия | исп. Partido Republicano Democrático Federal, PRDF | Франсиско Пи-и-Маргаль                    |                                           |          |        | 1      | Первый раз |            |
| Все республиканцы                                            | Все республиканцы                                  | Все республиканцы                                  | Все республиканцы                         | Все республиканцы                         |          |        |        | 23         | ▲18        |
|                                                              |                                                    | Независимые карлисты                               | исп. Carlistas independientes             | Барон де Сангаррен                        |          |        |        | 1          | ▲1         |
|                                                              |                                                    |                                                    |                                           |                                           |          |        |        |            |            |
| Всего                                                        | Всего                                              | Всего                                              | Всего                                     | Всего                                     | ~419 261 | 100,00 |        | 395        | ▲ 2        |
| Зарегистрировано/Явка                                        | Зарегистрировано/Явка                              | Зарегистрировано/Явка                              | Зарегистрировано/Явка                     | Зарегистрировано/Явка                     | ~657 054 | 63,81  | ▼9,03  | ▼9,03      | ▼9,03      |
|                                                              |                                                    |                                                    |                                           |                                           |          |        |        |            |            |
| Источник: - Historia Electoral - Spain Historical Statistics |                                                    |                                                    |                                           |                                           |          |        |        |            |            |

1. ↑  Включая двух баскских династистов
2. ↑  Включая независимых консерваторов
3. ↑  Избран путём аккумуляции голосов

## Результаты по регионам
Либералы заняли первое место по количеству избранных депутатов в 44 провинциях. Либералы-консерваторы смогли победить в Овьедо (ныне Астурия) и баскских провинциях Бискайя и Гипускоа. В кастильской провинции Авила первое место поделили либералы и консерваторы, а в баскской Алаве прогрессисты и Династическая. Либеральная партия также одержала уверенную победу в трёх из четырёх крупнейших городах страны. Она смогла получить 6 мандатов из 8 в Мадриде, 3 из 5 в Барселона и 2 из 3 в Валенсии. В Севильи либералы взяли 2 из 4, оставшиеся поделили консерваторы и республиканцы. Также консерваторы завоевали 2 мандата в Барселоне и по одному в Мадриде и Валенсии. Один мандат в Мадриде достался республиканцам-прогрессистам.

## После выборов
17 мая 1886 года у покойного короля родился сын, немедленно провозглашённый королём Альфонсом XIII, что обеспечило непрерывность династии. Королева, неопытная в политике, сделала своим советником Сагасту, со временем установив с ним близкую дружбу. Роль Марии Кристины в системе правительства была представительская, поскольку она не участвовал в борьбе между партиями за власть, стараясь лишь соблюдая очерёдность при определении нового премьер-министра. Близость королевы к Сагасте обеспечило политику и его партии длительные периоды правления.
Вскоре после выборов, 11 мая 1886 года свежеизбранные члены Конгресса депутатов выбрали нового председателя. Им стал Кристино Мартос (Династическая левая), за которого проголосовали 198 парламентариев при 50 непроголосовавших. 15 июня 1889 года его сменил либерал Мануэль Алонсо Мартинес. Председателем Сената был либерал Хосе Гутьеррес де ла Конча, маркиза де Ла Хабана.
Конгресс депутатов, избранный в 1886 году, стал первым при регентстве королевы Марии Кристины и проработал 4 года и 7 месяцев. Это самый длинный срок полномочий нижней палаты парламента в истории Испании, так что этот период был назван Долгий парламент (исп. Parlamento largo). Лидер либералов Пракседес Матео Сагаста занимал должность главы правительства до 5 июля 1890 года. За время Долгого парламента либералам удалось в 1887 году добиться утверждения Закона об ассоциациях, который легализовал профсоюзы и политические партии, а в 1890 году ввести всеобщее избирательное право для мужчин старше 25 лет.